# Сан-Карлос (Калифорния)
Сан-Карлос (англ. San Carlos) — прибрежный город в округе Сан-Матео в штате Калифорния в Соединённых Штатах Америки.
Согласно данным переписи населения США 2020 года число жителей города 
составляло 30 722 человек, что, для такого небольшого населённого пункта, существенно больше (+ 8.2%), чем было во время предыдущей переписи проводившейся в 2010 году (28 406 человек).

## История
В доколумбову эпоху, влоть до появления испанских конкистадоров в 1769 году, на этих землях жили коренные американцы  земля Сан-Карлос была занята группой коренных американцев, которые называли себя ламчинами. Хотя ламчины считали себя имеющими отдельную идентичность от других местных племён индейцев, многие современные учёные считают их частью народа олоне, населявший область залива Сан-Франциско.
Жизнь коренных американцев была традиционной охотой и собирательством. Было много дичи и птицы, а в заливе Сан-Франциско можно было ловить рыбу. Там также были травы, растения и дубы (для желудей), а археологические находки ступок и пестиков указывают на то, что эти ресурсы перерабатывались в пищу. Несомненно, они также участвовали в региональных торговых отношениях меняя свои ресурсы на товары, которые нельзя было собрать, вырастить или изготовить самим.

Железнодорожная станция Сан-Карлос в 1940-е годы

В 1769 году члены экспедиции под руководством Гаспар де Портола стали первыми европейцами, достигшим залива Сан-Франциско. Испанцы, обладавшие подавляющим военным и экономическим преимуществом над коренным населением, быстро заняли территорию залива. Первоначально миссионеры пригласили местных жителей присоединиться к ним в Миссии Сан-Франциско-де-Асис (Миссия Долорес) и принять христианство. Столкнувшись с концом своего образа жизни, у местного населения не было иного выбора, кроме как обратиться за помощью к миссиям и сменить вероисповедание; традиционные торговые пути и союзы распались. Ламчины были одним из первых местных народов, переселившихся в миссию: первые были крещены в миссии в 1777 году, а последние — в 1794 году. В записях о крещении миссии указано в общей сложности 139 Ламчинов.
Импульс к развитию Сан-Карлос получил вместо со строительством железнодорожной линии Peninsula Railroad Corridor и строительством одноимённой станции в 1880-х годах. Основой экономики с момента основания сообщества являлось сельское хозяйство.
8 июля 1925 года сообщество было включено в реестр штата Калифорния и Сан-Карлос официально стал городом. Население нового города составляло в то время около тысячи человек.

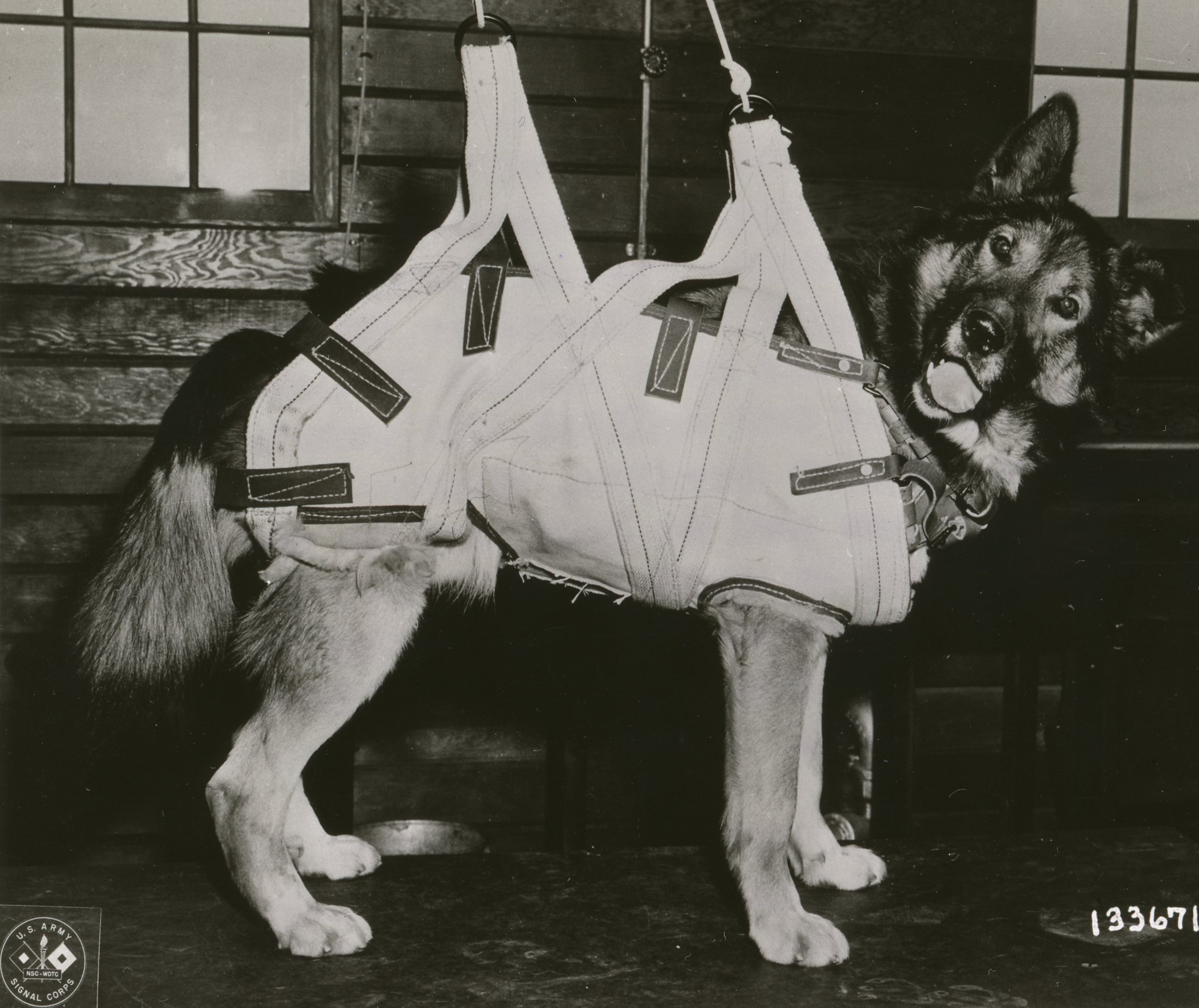
Центр приёма и обучения собак. Немецкая овчарка по кличке «Пэл» проходит процедуру примерки парашютной упряжи для спасения летчиков

Во время Второй мировой войны, вскоре после атаки на Перл-Харбор, Американский клуб собаководства призвал владельцев собак по всей стране, чтобы они пожертвовали качественных животных для армии. Эти боевые псы спасли жизни многих солдат. Центр приёма и обучения собак был создан осенью 1942 года. Первые зачисленные на армейский пост были временно размещены в пожарной части Сан-Карлос. Каждому кинологу было предоставлено четыре собаки для обучения, и в конце курса тренер выбирал лучшую и отправлял её на фронт. Собак обучали для выполнения функций часовых, штурмовиков, разведчиков и посыльных, а позднее — для обнаружения мин. Одновременно можно было разместить около 1200 «курсантов». Объект закрылся в октябре 1944 года, и за время войны через него прошло около 4500 животных.
В 1950 году, когда население составляло 14 371 человек, в городе насчитывалось в общей сложности 89 отраслей промышленности: оптовики, производители и дистрибьюторы, выпускающие разнообразные товары от электроники до косметики. К 1958 году электронная промышленность составляла значительную часть промышленной зоны города.
В сентябре 2022 года город привлек к себе внимание всего мира после того, как 33-летний Хосе Рафаэль Солано в состоянии опьянения обезглавил самурайским мечом мать своего ребенка 27-летнюю Карину Кастро, после того, как она порвала с ним отношения и нашла новую любовь.

## География
Сан-Карлос расположен на полуострове Сан-Франциско на побережье Тихого океана. Согласно данным представленным Бюро переписи населения США, общая площадь города составляет 5,54 квадратных мили (14,3 км2), из которых 5,54 квадратных мили (14,3 км2) занимает суша и 0,05% приходится на водную поверхность.